# Deutsche Schwimmmeisterschaften 1908
Die 25. Deutschen Meisterschaften im Schwimmen fanden am 9. und 10. August 1908 am Starnberger See in Starnberg (bei München) statt. Es wurde eine Strecke von 100 m sowie 1500 m geschwommen und der Mehrkampf ausgetragen, welche aus Tauchen, Springen und 100 m Schwimmen bestand. Zudem fanden Vorläufe (ohne Meisterschaft) in Tauchen, 100 m Rücken, 200 m Rücken, 400 m Brust, 300 m Seite und 3 × 200 m Freistil der Männer statt. Die Staffelsieger erhielten einen „Weltausstellungspreis“. 100 m Freistil der Frauen fand ohne Meisterschaft, sondern als Vorläufer statt.
| Disziplin       | Name          | Verein                           | Zeit        | Punkte |
| --------------- | ------------- | -------------------------------- | ----------- | ------ |
| 100 m Freistil  | Oskar Schiele | Magdeburger Schwimmclub von 1896 | 1:14,4 min  | –      |
| 1500 m Freistil | Otto Scheff   | Wiener AC                        | 25:27,8 min | –      |
| Mehrkampf       | August Müller | Bremer SC 1885                   | –           | 37,00  |